# Little Rock Air Force Base
Little Rock Air Force Base (IATA-code: LRF, ICAO-code: KLRF) is een vliegbasis van de United States Air Force in Jacksonville in de Amerikaanse staat Arkansas, ongeveer 27 km ten noordoosten van Little Rock.
Little Rock AFB is de primaire C-130 Hercules-trainingsbasis voor het ministerie van Defensie en traint C-130-piloten, navigators, boordwerktuigkundigen en loadmasters van alle takken van het Amerikaanse leger in tactisch luchttransport en luchtlevering. Het is de thuisbasis van C-130H- en C-130J-vliegtuigen, evenals het C-130 Center of Excellence (voor C-130H- en C-130J-bemanningen).
De Host Unit op Little Rock AFB is de 19th Airlift Wing (19 AW), toegewezen aan de 18th Air Force van het Air Mobility Command. De Wing biedt het Amerikaans ministerie van Defensie de grootste C-130 Hercules-transportvloot ter wereld, die humanitaire luchtbrughulp biedt aan slachtoffers van rampen, evenals het droppen van voorraden en troepen in het hart van noodoperaties in vijandige gebieden.
Andere organisaties op Little Rock AFB zijn de 189th Airlift Wing van de Arkansas Air National Guard en de C-130-divisie van de US Air Force Weapons School. Al deze organisaties vliegen met de C-130 Hercules.
Little Rock Air Force Base is de op drie na grootste werkgever in de staat Arkansas, met een lokale economische impact van $ 813.6 miljoen.